# سیارک ۹۹۶۳
سیارک ۹۹۶۳ (به انگلیسی: 9963 Sandage، نامگذاری:1992AN) نه هزار و نهصد و شصت و سومین سیارک کشف شده‌است که در ۹ ژانویه ۱۹۹۲ کشف شد.